# إرنستو توريغروسا
إرنستو توريغروسا (بالإيطالية: Ernesto Torregrossa)‏ (من مواليد 28 يونيو 1992) هو لاعب كرة قدم إيطالي محترف يلعب كمهاجم لبيزا على سبيل الإعارة من سامبدوريا.